# Marvelous Entertainment
Marvelous Entertainment Inc. (株式会社 マーベラスエンターテイメント, Kabushiki-gaisha Māberasu Entāteimento) (MMV) é um corporação multinacional que produz animações, música, jogos eletrônicos, séries de televisão, entre outros. MMV é mais amplamente conhecida por seu envolvimento na série Harvest Moon.
Em 31 de março de 2003, a empresa adquiriu os direitos da empresa Victor Interactive Software e criou a Marvelous Interactive.
Em 1 de outubro de 2012, a AQ Interactive se uniu a empresa e elas deram origem a Marvelous AQL.